# Gertrudis Gómez de Avellaneda
Gertrudis Gómez de Avellaneda (Puerto Príncipe, 1814 – Madrid, 1873) est une femme de lettres cubaine du XIXe siècle. Grande figure du romantisme cubain, elle passa la majorité de sa vie en Espagne. Outre plusieurs éditions de ses poésies chaque fois augmentée, on lui doit de nombreux romans ainsi que des pièces de théâtre.

## Biographie
Née dans l'ancienne Santa María de Puerto Príncipe, aujourd'hui Camagüey, à Cuba le 23 mars 1814, elle passa son enfance dans sa ville natale et résida à Cuba jusqu'à 1836, année où elle partit avec sa famille pour l'Espagne.
Au cours de ce voyage elle composa un de ses poèmes les plus connus, Al partir. Avant d'arriver en Espagne elle visita avec les membres de sa famille quelques villes du Sud de la France, en particulier Bordeaux où ils vécurent quelque temps. Finalement ils s'établirent en Espagne à La Corogne. De là elle passa à Séville où elle publia dans quelques journaux, sous le pseudonyme de La Peregrina, des vers qui lui valurent une grande réputation. C'est dans cette ville qu'en 1839 elle fit connaissance avec le jeune Ignacio de Cepeda y Alcalde, un étudiant en droit, qui devait être le grand amour de sa vie et avec lequel elle vécut une relation amoureuse tourmentée mais qui, sans jamais correspondre à la passion qu'elle exigeait de lui, n'en laissa pas moins chez elle une trace indélébile. Pour lui elle écrivit une autobiographie et un grand nombre de lettres qui, publiées à la mort de leur destinataire, montrent les sentiments les plus intimes de celle qui en était l'auteur. En 1840 elle visita Madrid où elle lia amitié avec des lettrés et des écrivains de l'époque. L'année suivante elle publia avec succès son premier recueil de poèmes. Après les succès lyriques vinrent les triomphes dramatiques. Sa première œuvre, présentée pour la première fois à Madrid en 1844, fut Munio Alfonso, qui marqua le début de sa célébrité comme dramaturge. En Espagne elle écrivit une série de romans, dont le plus fameux, Sab (1841) fut le premier roman abolitionniste.

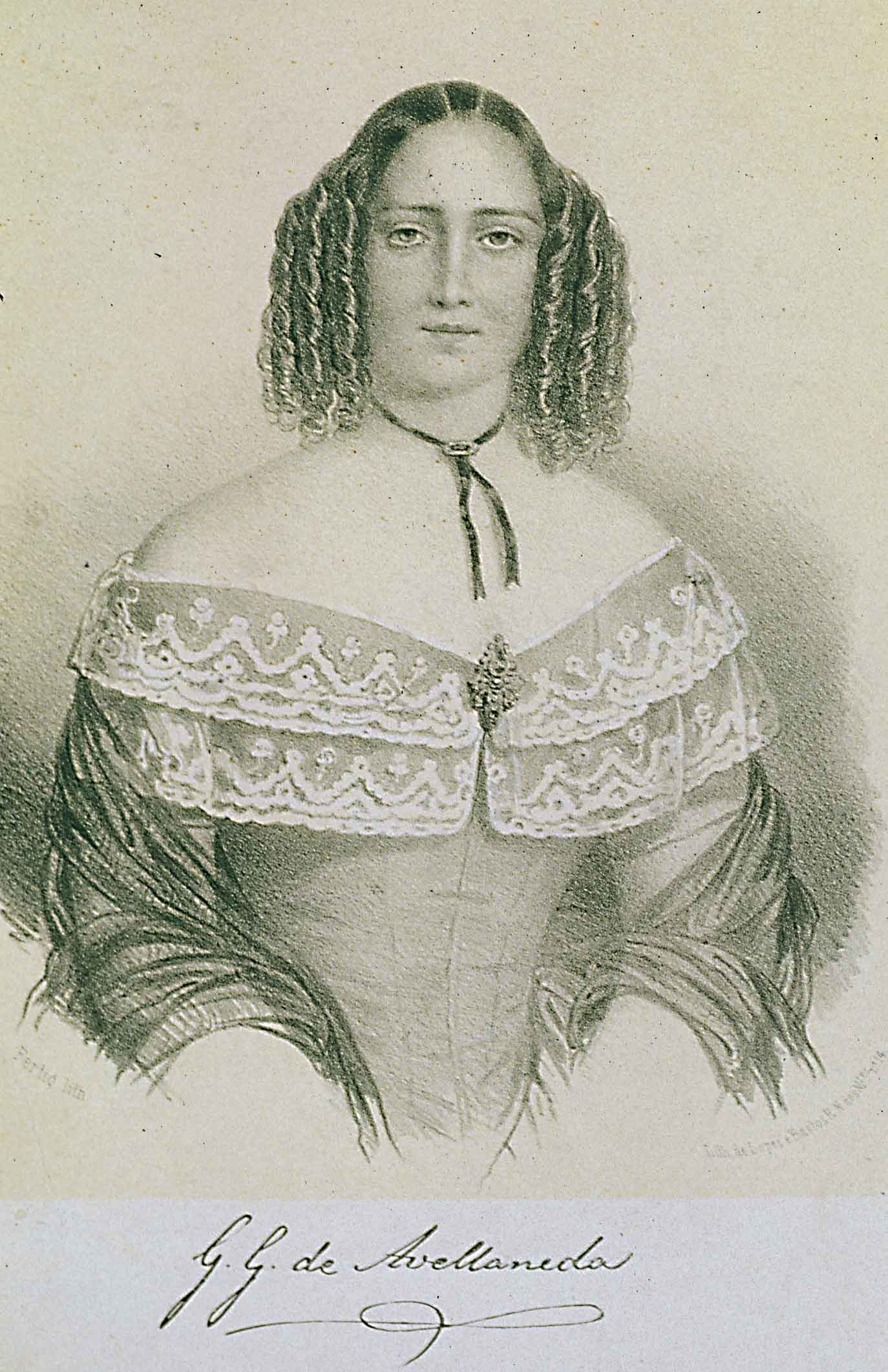
Portrait dans le Biblioteca Nacional de España, Madrid

En 1844 elle fit la connaissance du poète Gabriel García Tassara. Entre eux naquit une relation à base d'amour, de jalousie, d'orgueil, de crainte. Tassara voulait la conquérir pour se placer au-dessus  de tous les hommes qui lui faisaient la cour, mais il ne voulait pas se marier avec elle. Il n'appréciait pas l'arrogance et la coquetterie de Tula, et ses vers nous font voir qu'il lui reproche son égotisme, sa légèreté et sa frivolité. Avellaneda se donna néanmoins à lui et peu après il faillit la détruire. Tula se retrouva enceinte et célibataire, dans le Madrid du milieu du XIXe siècle, ainsi que dans l'amertume de sa solitude et de son pessimisme devant ce qui lui était arrivé. Elle écrivit Adiós a la lira  dans lequel elle prend congé de la poésie. Elle pense que c'est sa fin comme femme de lettres, mais ce ne sera pas le cas.
En avril 1845 elle mit au monde une fille Marie, ou Brenilde comme elle avait tendance à l'appeler. Très malade à la naissance, l'enfant mourut à sept mois. Pendant ces moments de désespoir elle écrivit encore à Cepeda : « Vieillie à trente ans, je sens que je n'aurai pas la chance de me survivre à moi-même, si dans un moment de dégoût absolu je ne sors pas tout de suite de ce monde si petit et si insignifiant quand il s'agit de donner du bonheur, et si grand et si fécond pour se remplir d'amertumes. »
Elles sont terrifiantes, ces lettres écrites par Tula à Tassara pour lui demander de venir voir sa fille avant qu'elle ne meure, afin que l'enfant puisse sentir la chaleur de son père avant de fermer les yeux pour toujours. Brenilde mourut malheureusement sans que son père ne la rencontre.
En 1846 elle se maria avec don Pedro Sabate. Peu après son époux tomba malade et, un an à peine après son mariage, elle devenait veuve.
En 1850 elle publia la deuxième édition de ses poésies. Poussée par le succès de ses œuvres et l'accueil aussi favorable auprès de la critique littéraire que du public, elle présenta en 1854 sa candidature à la Real Academia Española, mais l'exclusivisme qui régnait à l'époque l'emporta et le fauteuil fut occupé par un homme. En 1858 elle fit représenter pour la première fois son drame Baltasar dont le triomphe dépassa tous les succès qu'elle avait eus auparavant, ce qui compensait les contrariétés qu'elle avait rencontrées dans sa carrière.
Elle collabore épisodiquement à la revue culturelle Museo de las Familias (1843-1870).
Elle se maria encore une fois en 1856 avec un homme politique très influent, don Domingo Verdugo. Avec lui elle fit un voyage à travers le Nord de la Péninsule et, après 23 ans d'absence, en 1859, elle revint à Cuba où elle vécut environ cinq ans. Tula, comme on l'appelait affectueusement dans sa ville, fut célébrée et accueillie chaleureusement par ses compatriotes. Lors d'une fête au Lycée de la Havane elle fut proclamée poétesse nationale. Pendant six mois elle dirigea dans la capitale de l'Île une revue intitulée el Álbum cubano de lo bueno y lo bello (1860). À la fin de 1863 la mort de son deuxième époux, le colonel Verdugo, accentua sa spiritualité et son penchant mystique pour une dévotion religieuse spartiate et sévère. En 1864 elle partit de Cuba, où elle ne devait plus jamais revenir, pour un voyage aux États-Unis et, de là, elle passa en Espagne.
En 1865 elle se fixa à Madrid où elle mourut le 1er février 1873 à 59 ans. Ses restes reposent au cimetière de S. Fernando de Sevilla.

## Œuvres
- « Départ », poème traduit par Mathilde Pomès, dans Anthologie de la poésie ibéro-américaine, Nagel, 1956.
- Poesías de la señorita Da. Gertrudis Gómez de Avellaneda, Est. Tip. Calle del Sordo No. 11, Madrid, 1841.
- Sab, Imprenta de la Calle Barco No. 26, Madrid, 1841.
- Dos mugeres (sic), Gabinete literario, Madrid, 1842-43.
- La baronesa de Joux, La Prensa, La Habana, 1844.
- Espatolino, La Prensa, La Habana, 1844.
- El príncipe de Viana, Imp. de José Repullés, Madrid, 1844.
- Egilona, Imp. de José Repullés, Madrid, 1845.
- Gutimozín, último emperdor de México, Imp. de A. Espinosa, Madrid, 1846.
- Saúl, Imp. de José Repullés, Madrid, 1849.
- Dolores, Imp. de V.G. Torres, Madrid, 1851.
- Flavio Recaredo, Imp. de José Repullés, Madrid, 1851.
- El donativo del Diablo, Imp. a cargo de C. González, Madrid, 1852.
- Errores del corazón, Imp. de José Repullés, Madrid, 1852.
- La hija de las flores o Todos están locos, Imp. a cargo de C. González, Madrid, 1852.
- La verdad vence apariencias, Imp. de José Repullés, Madrid, 1852.
- La aventurera, Imp. a cargo de C. González, Madrid, 1853.
- La mano de Dios, Imp. del Gobierno por S.M., Matanzas, 1853.
- La hija del rey René, Imp. de José Rodríguez, Madrid, 1855.
- Oráculos de Talía o Los duendes en palacio, Imp. de José Rodríguez, Madrid, 1855.
- Simpatía y antipatía, Imp. de José Rodríguez, Madrid, 1855.
- La flor del ángel (tradición guipuzcoana), A.M. Dávila, La Habana, 1857.
- Baltasar, Imp. de José Rodríguez, Madrid, 1858.
- Los tres amores, Imp. de José Rodríguez, Madrid, 1858.
- El artista barquero o Los cuatro cinco de junio, El Iris, L Habana, 1861.
- Catilina, Imprenta y Librería de Antonio Izquierdo, Sevilla, 1867.
- Devocionario nuevo y completísimo en prosa y en verso, Imprenta y Librería de Antonio Izquierdo, Sevilla, 1867.
- Obras literarias, Imp. y estereotipia de M. Rivadeneyra, Madrid, 1869-1871, 5t.
- Leyendas, novelas y artículos literarios, Reimpresión de los tomos 4 y 5 de las Obras literarias, Imp. de Aribau, Madrid, 1877
- Obras dramáticas, Reimpresión de los tomos 2 y 3 de las Obras literarias Imp. y estereotipia de M. Rivadeneyra, Madrid, 1877.
- Poesías líricas, Reimpresión del tomo 1 de las Obras literarias, Librería de Leocadio López, Madrid, 1877.
- La Avellaneda. Autobiografía y cartas de la ilustre poetisa, hasta ahora inéditas, con un prólogo y una necrología por D. Lorenzo Cruz de Fuentes, Imprenta de Miguel Mora, Huelva, 1907.
- Cartas inéditas y documentos relativos a su vida en Cuba de 1839 a 1864, La pluma de oro, Matanzas, 1911.
- Obras de la Avellaneda (Edición del centenario)
- Memorias inéditas de la Avellaneda, Imprenta de la Biblioteca Nacional, La Habana, 1914.
- Obras de la Avellaneda, Edición del centenario, Imp. de Aurelio Miranda, La Habana, 1914.
- Leoncia, Tipografía de la Revista de Archivos, Biblioteca y Museos, Madrid, 1917.
- El aura blanca, Oficina del historiador de la Cuidad, Matanzas, 1959.
- Teatro, Consejo Nacional de Cultura, La Habana, 1965